# Александровка 1-я (Ростовская область)
Алекса́ндровка 1-я — село в Неклиновском районе Ростовской области.
Входит в состав Советинского сельского поселения.

## Население
| 2010 |
| ---- |
| 35   |

## Улицы
В селе имеются две улицы — Высотная и Полевая.